# 獅子山下獎學金
獅子山下獎學金（英語：Lion Rock Scholarship）由香港浸會大學傳理學院校友發起，旨在獎勵就讀傳理學院、並且為香港永久性居民的本科生。獅子山下獎學金不以學分或成績為頒授標準，評審基於學生的作品，分為電影、新聞、廣告三項。獅子山下獎學金在2014年12月10日至17日一週之內，籌募超過港幣三十萬元。

## 發展
2014年12月7日，6名傳理學院校友在香港舉行第一次籌備委員會會議，決定命名「獅子山下獎學金」。

2014年12月10日，獅子山下獎學金籌備委員會在其Facebook呼籲認捐。

2014年12月12日，《明報》報導，文匯報因不滿浸會大學傳理學院新聞系學生支持佔領，撤回捐予學生4個共值2萬元的獎學金。同日，獅子山下獎學金專頁轉載《明報》的報導，校友柳俊江在Facebook撰文支持獅子山下獎學金，並且公開認捐。

2014年12月13日，《蘋果日報》報導文匯報撤回獎學金一事，報導提及獅子山下獎學金，是該獎學金首次見報。同日，劉夢熊向獅子山下獎學金認捐一萬元，是單一最大筆捐款。其後，《蘋果日報》引述劉夢熊指：「捐得錢畀大學，就唔應該有附帶條件，有政治目的就更加唔應該，所以要捐錢以示支持學生嘅價值判斷」。

2014年12月17日，獅子山下獎學金籌得三十萬元。

## 名稱和徽號
《明報》引述獅子山下獎學金發言人，形容獅子山象徵香港人同舟共濟、無懼風雨的精神，而香港浸會大學正正位處獅子山下，故以「獅子山下獎學金」為名。
獅子山下獎學金的徽號以黃色和黑色為主色，中心是獅子山的形象，中間豎排「唯真為善」四字是傳理學院的院訓，下方是從右至左「獅子山下獎學金」七個大字。